# Roberto Carlos Flores
Roberto Carlos Flores (Monclova, Coahuila; 1974) Compositor mexicano. En su catálogo se incluyen obras para danza contemporánea, largometrajes, música de cámara, orquesta sinfónica y ópera. Desde 1993 ha participado en festivales nacionales e internacionales presentando sus obras en espacios como el Museo Guggenheim de Bilbao, en el Studio Le Regard du Cygne en París, La Sala Carlos Chávez en México D. F. y en el Concert Hall Gdansk Academy for Performing Arts en Gdansk.
Ha sido reconocido como creador musical por el Consejo para la Cultura de Nuevo León  y por el Instituto Coahuilense de Cultura tanto como joven talento así como compositor con trayectoria en 2004, 2005 y 2008. Sus trabajos recientes se han enfocado a la creación de música sinfónica y ópera.

## Biografía
Nació en la ciudad de Monclova Coahuila el 28 de noviembre de 1974. Sus padres fueron Fulvio Flores Campos y Laurentina Pérez Mona. Desde pequeño mostró su afición a la música y a los 8 años inició sus estudios de piano con dos hermanas de su padre: Velia y Elodia Flores, quienes le enseñaron sus primeros conocimientos en la lectura musical. A los 12 años inició con el estudio de la armonía y solfeo con el maestro Emmanuel de Luna. En 1991 ingresa a la Facultad de Música de la Universidad Autónoma de Nuevo León en la ciudad de Monterrey, Nuevo León. Ahí estudia la licenciatura en música y composición teniendo como maestro de composición a Ricardo Martínez Leal, estudia armonía, contrapunto y fuga con Ramiro Luis Guerra y análisis musical con Svetlana Pyrkova.
Ha tomado cursos de composición con los maestros Mario Lavista, Manuel de Elías, Juan Trigos (México), Franco Donatoni (Italia), Harold Gramatges, Roberto Valera (Cuba), Denys Bouliane (Canadá), entre otros.
A través del Fondo Estatal para la Cultura y las Artes de Nuevo León se convirtió en becario del Centro de Compositores de Nuevo León en 2002 y 2004 lo que le permitió perfeccionarse bajo las asesorías de los maestros Radko Tichavsky, Felipe Ledesma y Hebert Vázquez.
El Consejo para la Cultura de Nuevo León (CONARTE) lo elige en 2003 como “Joven Talento” para participar en las clases maestras impartidas por el Dr. Denys Bouliane, compositor residente de la Orquesta del Centro Nacional de las Artes de Canadá, lo que le permitió presentar con dicha orquesta su obra “Antágonos” en el Festival Internacional Cervantino de ese mismo año en Guanajuato, Gto., misma obra que había sido estrenada meses antes dentro del marco del “Primer centenario de la fundación de Mexicali” por la Orquesta de Baja California (OBC).
Ha sido ganador de la beca de “Estímulos a la Creación” del Instituto Coahuilense de Cultura (ICOCULT) así como del Programa de Estímulos a la Creación y al Desarrollo Artístico (PECDA) en la categoría de “Creadores” tanto en Nuevo León como en Coahuila.
En 2007 realizó la musicalización de la película documental “Vivos los llevaron, vivos los queremos” dirigida por Cecilia Serna y con la participación de la escritora Elena Poniatovska. En ese mismo año la Universidad Autónoma de Nuevo León lo distingue con el premio a la  “Excelencia en el Desarrollo Profesional".
En 2015 es nombrado Director Artístico del Centro de Compositores de Nuevo León y al año siguiente realizó el estreno de su primera ópera “El Murciélago y el Quetzal” en el Teatro del Centro de las Artes de Monterrey, Nuevo León.
En el año 2019 fue designado como coordinador artístico del Centro de Compositores de Nuevo León justo después del estreno de su obra "Tanto sol me cansa" interpretada por la Orquesta Sinfónica de la UANL.
Sus obras han sido interpretadas por ensambles como Arcema, Multilatérale, Ensemble InterContemporain, la Orquesta Filarmónica de Gran Canaria, entre otros, en países como Estados Unidos, Cuba, España, Polonia, Portugal, República Checa, Italia y Francia.
Desde 1999 hasta la fecha es maestro de Armonía, Instrumentación, Orquestación, Literatura Musical y Composición en la Facultad de Música de la Universidad Autónoma de Nuevo León y desde 2011 es también profesor de cátedra en la Ingeniería en Producción de Música Digital en el Instituto Tecnológico y de Estudios Superiores de Monterrey (ITESM), Campus Monterrey.

## Distinciones
- Centro de compositores de Nuevo León, 2002
- Jóvenes creadores de Nuevo León, 2003
- Centro de compositores de Nuevo León Proyecto FECA, 2004
- Compositores con trayectoria Coahuila. Música sinfónica de Coahuila en Cuba, 2005
- Excelencia al desarrollo profesional por la Universidad Autónoma de Nuevo León, 2007
- Compositores con trayectoria Nuevo León. Música sobre textos de Alfonso Reyes, 2008
- Director artístico del Centro de compositores de Nuevo León, 2015
- Coordinador artístico del Centro de compositores de Nuevo León, 2019

## Obras

### Música de Cámara
- MOMENTOS, para sexteto de percusiones, 1993

- EXPEDICIÓN, para violoncello solo, 1993

- IMÁGENES DE LUNA, para saxofón alto solo, 1993

- LUJOS, para flauta, corno francés y percusión, 1994

- EXPERIMENTO, para cuarteto mixto de tenor, trompón bajo, percusión y piano, 1997

- ESCLAVITUD, para marimba sola, 1998

- DE MI BOCA, para clarinete y electrónicos, 1998

- EL FINAL DEL CAMINO, para 15 instrumentos y electrónicos, 1998

- MUERTE DESPUÉS DE DANZAR, para flauta y arpa, 2002

- ORGANISMOS, para guitarra sola, 2002

- SUITE ENTRE ALBURES Y ALEBRIJES, para flauta, percusión y piano, 2003

- FIGURA TRANSFIGURADA, para oboe, violoncello y piano, 2004

- TRIGESTUAL, para cuarteto de guitarras, 2004

- ALFONSINAS, para ensambles mixtos, 2008

- LAS VISIONES DE EZEQUIEL, para flauta sola, 2009

- SUITE ACUÑENSE, para ensambles mixtos, 2010

- LAS CUATRO LAGUNAS DEL DESIERTO, para cuarteto de cuerdas, 2013

- DE SOLES: TRES, para cuarteto de cuerdas, 2014

- LA SERPIENTE QUE TE MIRA, para marimba sola, 2016

- EN EL CASCARÓN, para piano solo, 2016

- LA CANELA, para piano solo, 2016

- AIREMA, para 2 flautas y piano, 2017

### Música para orquesta
- LAS LAMENTACIONES DE JERÓNIMUS, para coro y orquesta sinfónica, 2001

- ANTÁGONOS, para orquesta de cámara, 2002

- LA CAPILLA DE MÁRMOL, para arpa y orquesta de cuerdas, 2002

- EL DESEO DEL CIERVO, para arpa y orquesta de cuerdas, 2012

- DE LAS MINAS A LAS MONTAÑAS, para orquesta sinfónica, 2018

- TANTO SOL ME CANSA, para orquesta sinfónica, 2019

### Ópera
- EL MURCIÉLAGO Y EL QUETZAL, Ópera para soprano, barítono y narrador, 2016

- EN BUSCA DE LAS PALABRAS, Ópera para cuarteto vocal y piano, 2017